# Engelse volbloed

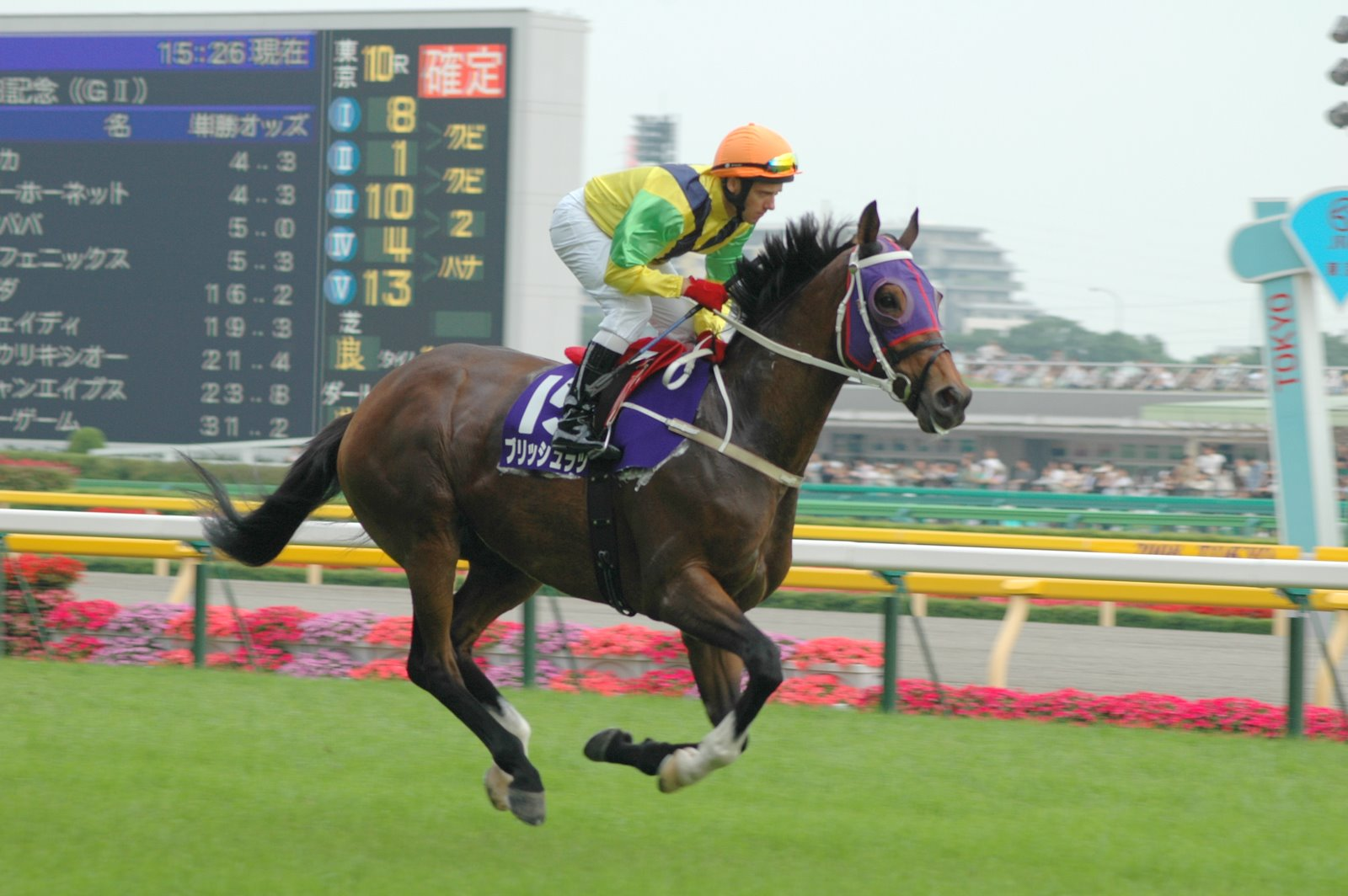
Een Engelse volbloed als renpaard

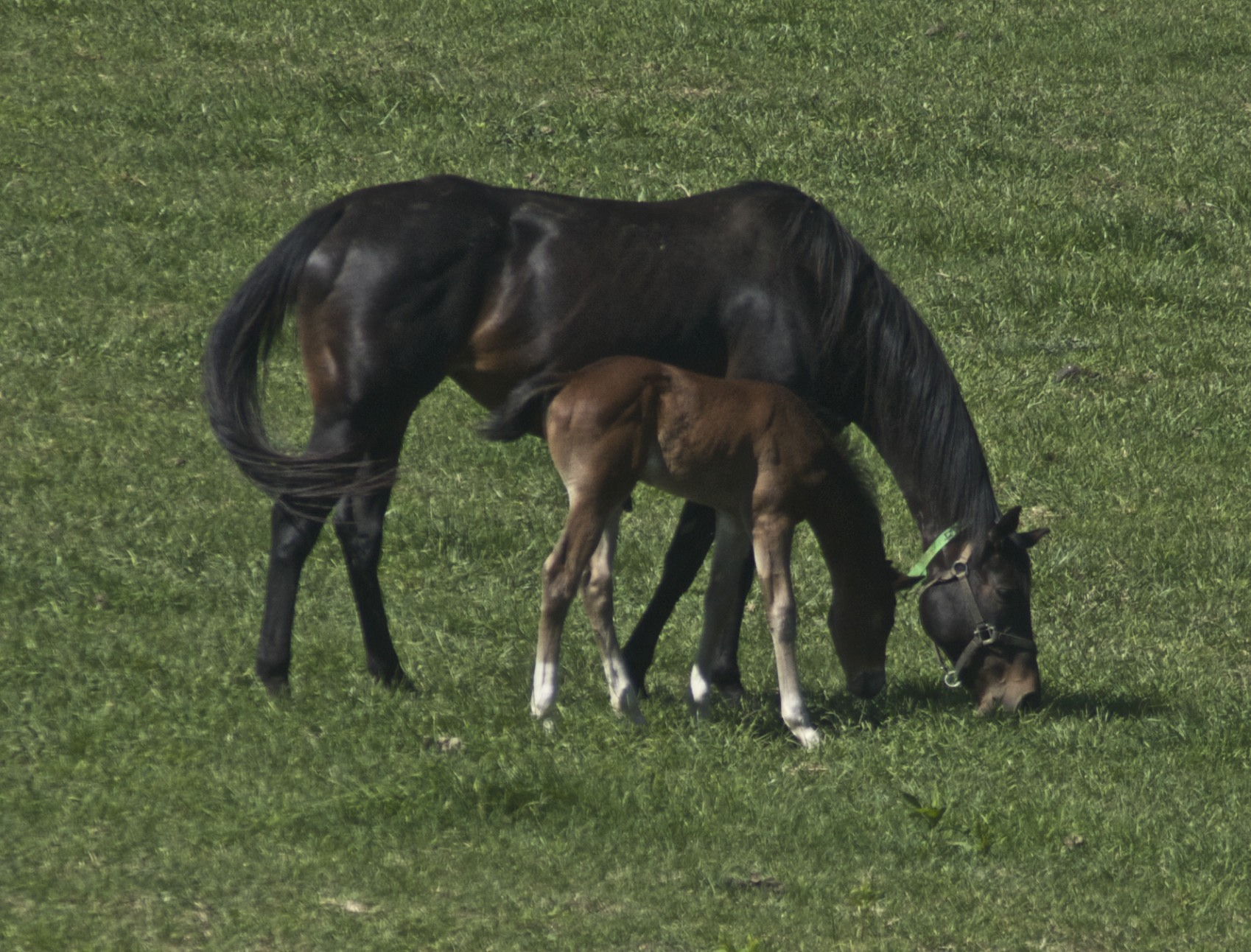
Een Engelse volbloed met veulen

De Engelse volbloed is een van oorsprong Brits paardenras. In het Engels wordt dit ras de 'Thoroughbred' genoemd. Thoroughbred is afgeleid van de Engelse woorden thorough, dat “door en door” of “volledig” betekent en bred dat hier "gefokt" betekent. Net als het Nederlandse voorvoegsel vol- verwijst het eerste deel van de Engelse naam naar de zorgvuldigheid en zuiverheid van het fokprogramma van de volbloed.

## Geschiedenis
De Engelse volbloed is enkele eeuwen geleden ontstaan in Engeland. Daar werden in de zeventiende en het begin van de achttiende eeuw drie hengsten uitgekozen die aan de wieg zouden komen te staan van de volbloed: Darley Arabian, een Arabier; Godolphin Barb, een Berber en Byerley Turk, een Turks paard (of Turkoman) dat waarschijnlijk als oorlogsbuit was buitgemaakt op Ottomaanse troepen en meegevoerd naar Engeland. Deze hengsten werden gekruist met de snelste merries met als doel de snelste paarden te fokken voor de wedrennen, die vanaf die tijd tot op heden zeer populair zijn. Het fokmateriaal voor het ras werd voornamelijk geselecteerd op snelheid; het uiterlijk was van ondergeschikt belang en men vindt dan ook meerdere variaties binnen het ras, wat betreft kleur en exterieur.

## Exterieur
De Engelse volbloed is een sierlijk gebouwd paard met een krachtig en gespierd lichaam. Het heeft een hoge schoft met een schuine schouder en een zachte dunne vacht. Andere kenmerken zijn afhankelijk van het doel waarvoor het gefokt is: rijpaarden zijn lichter gebouwd, renpaarden zijn compact en gespierd. Over het algemeen zijn het grote, ruime paarden. De schofthoogte varieert tussen 1,50m en 1,80m. Het profiel van het hoofd is gewoonlijk recht, in tegenstelling tot de Arabische volbloed.

## Karakter
De Engelse volbloed staat bekend om zijn gevoeligheid en onbegrensde werklust. Door zijn grote levendigheid kan het paard soms nerveus en gevoelig overkomen. De volbloed wordt gezien als een zeer intelligent paard. Ook bezitten deze paarden een groot uithoudingsvermogen en zijn ze zeer actief, moedig en bijna onverschrokken.

## Gebruik
De Engelse Volbloed is een paardenras dat overal bekendstaat om zijn snelheid. De volbloed staat duidelijk op nummer één als het gaat om het snelste ras ter wereld. Men komt deze paarden dan ook voornamelijk tegen op de renbaan. Een Engelse volbloed op topsnelheid kan sneller dan zestig kilometer per uur galopperen. Deze paarden zijn echter ook zeer geschikt voor andere takken van de paardensport, zo ziet men ze in gebruik als jachtpaard en in de eventing. Door zijn werklustige karakter is de volbloed eigenlijk in elke tak van de paardensport inzetbaar, maar vooral in takken van deze sport waarbij de snelheid en het uithoudingsvermogen van belang zijn, zijn Engelse volbloeden vaak uitblinkers. Tegenwoordig worden Engelse volbloeden ook gebruikt voor endurance en dressuur.
Bij verschillende sportpaardenstamboeken zoals onder andere het KWPN worden de laatste jaren steeds meer volbloeden gebruikt om gewenste eigenschappen als snelheid, prestatiedrang en uithoudingsvermogen te vererven. In de stamboekpapieren worden volbloeden aangeduid met 'xx' achter hun naam. Paarden met een percentage volbloed presteren vaak heel goed op hoog niveau in de paardensport. Veel paarden in de Grand Prix', het hoogste niveau zowel bij het springen als de dressuur, hebben een ruim percentage volbloed in hun afstamming.

## Bijzonderheden
Om het ras gezond te houden wordt bij de volbloedfokkerij bijna alleen maar met natuurlijke dekking gewerkt. Als dit niet lukt, dan is het paard niet gezond genoeg, zo is de redenering en daarom mogen alleen paarden uit natuurlijke dekking op de renbaan starten.

## Afbeeldingen

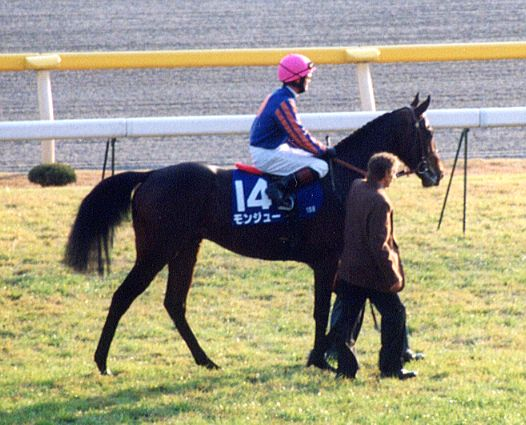
Jockey op een volbloed
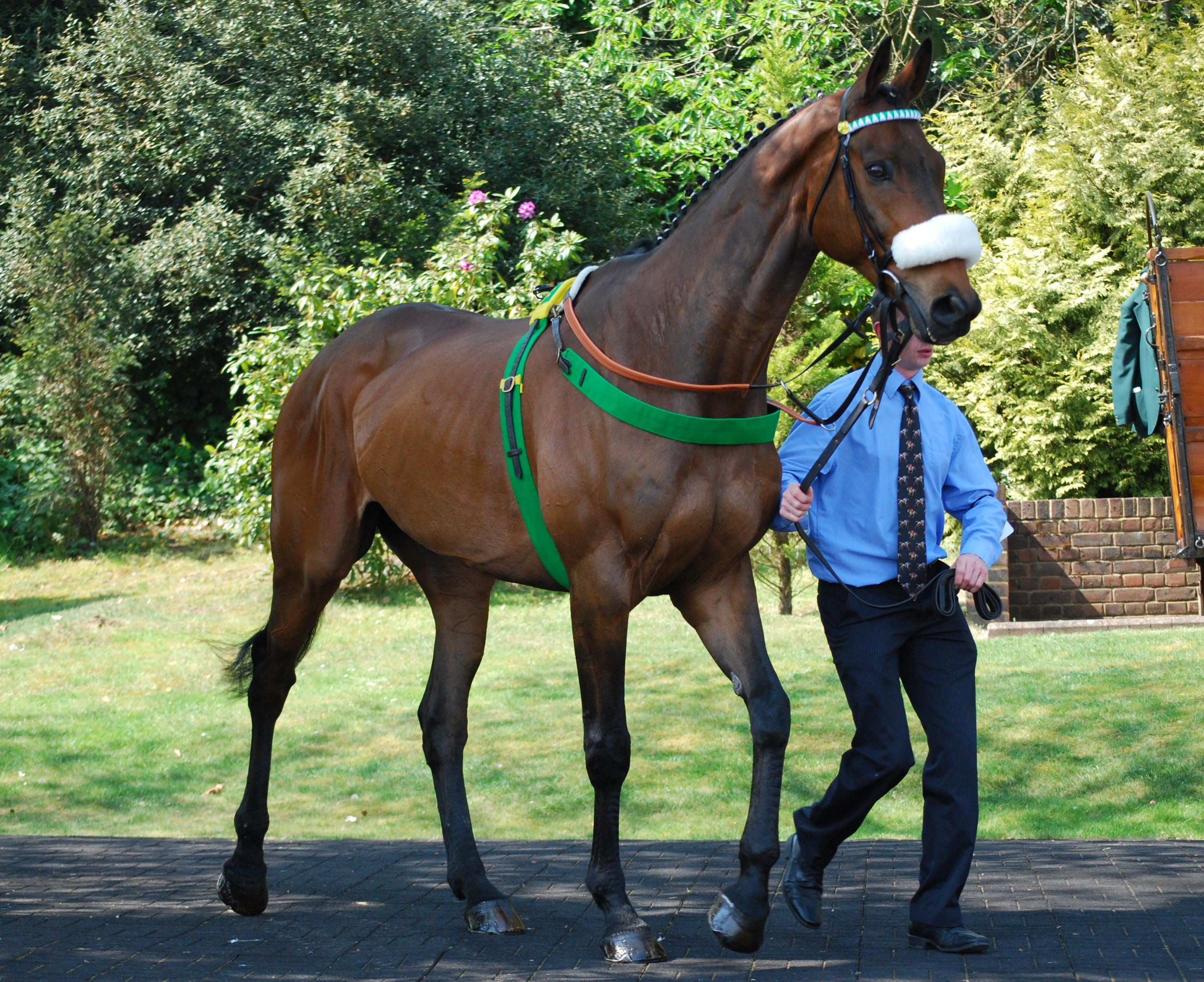
Kampioenspaard